# Liam Hemsworth
Pour les articles homonymes, voir Hemsworth (homonymie).
Liam Hemsworth est un acteur australien, né le 13 janvier 1990 à Melbourne.
Il est surtout connu pour avoir tenu le rôle de Josh Taylor dans le soap opéra australien Les Voisins (2007-2008), pour avoir joué le rôle de Marcus dans la série télévisée australienne Son Altesse Alex (2008-2009). Au cinéma, il est connu pour avoir joué le rôle de Will Blakelee dans le film dramatique La Dernière Chanson (2010) et celui de Gale Hawthorne dans la tétralogie Hunger Games.

## Biographie

### Jeunesse
Né à Melbourne dans l’État de Victoria, en Australie, Liam Hemsworth est le fils de Leonie Hemsworth, professeure d'anglais, et de Craig Hemsworth, conseiller en services sociaux. Il a deux frères aînés : Luke et Chris, qui sont, eux aussi, acteurs.
À l'âge de 8 ans, il s'installe à Phillip Island avec sa famille, et passe la plupart de son temps libre à surfer avec ses frères. En mars 2009, Liam Hemsworth quitte l'Australie afin de s'installer à Los Angeles en Californie pour lancer sa carrière d'acteur là-bas. Lorsqu'ils sont arrivés à Los Angeles, Liam Hemsworth et son frère Chris logeaient chez William Ward, l'agent de Chris, avant de s'acheter leurs propres appartements dans la ville.

### Carrière
C'est au collège que Liam Hemsworth décide de devenir acteur, bien décidé à suivre les traces de ses frères aînés. À l'âge de 16 ans, il va à sa première audition et lance sa carrière en 2007 en faisant des apparitions dans des séries télévisées australiennes comme Summer Bay et Le Ranch des McLeod. En juillet 2007, Liam commence à tourner dans quelques épisodes du soap opéra australien Les Voisins, dans lequel son frère Luke est apparu en 2002. Le personnage de Liam Hemsworth, Josh Taylor, fut un personnage récurrent entre 2007 et 2008. En 2008, Liam tient le rôle de Marcus dans la série télévisée australienne Son Altesse Alex. Plus tard, Liam joue dans Satisfaction puis dans le film d'horreur britannique Triangle. Il a également fait une brève apparition dans le film Prédictions.
En 2009, Liam Hemsworth a été sélectionné pour jouer aux côtés de Sylvester Stallone dans le film Expendables : Unité spéciale mais son personnage a été retiré du scénario. Son frère, Chris, déclare que quelques heures après que Liam Hemsworth a appris qu'il ne jouera pas dans Expendables : Unité spéciale, le réalisateur Kenneth Branagh l'a appelé pour lui proposer d'auditionner pour le personnage principal dans le film Thor (2011). Liam s'installe alors à Los Angeles. Cependant en mai 2009, il perd le rôle de Thor face à son frère Chris, Disney déclare alors qu'il a eu le rôle de Will Blakelee dans le film dramatique La Dernière Chanson tiré du roman La Dernière Chanson de l'auteur Nicholas Sparks. La journaliste, Nikki Finke, rapporte que cela ne faisait que trois semaines que Liam Hemsworth a débarqué aux États-Unis et qu'il n'avait pas encore d'agent lorsqu'il a eu le rôle de Will Blakelee. En août 2009, Liam Hemsworth apparaît dans le clip vidéo de Miley Cyrus pour la chanson When I Look at You.

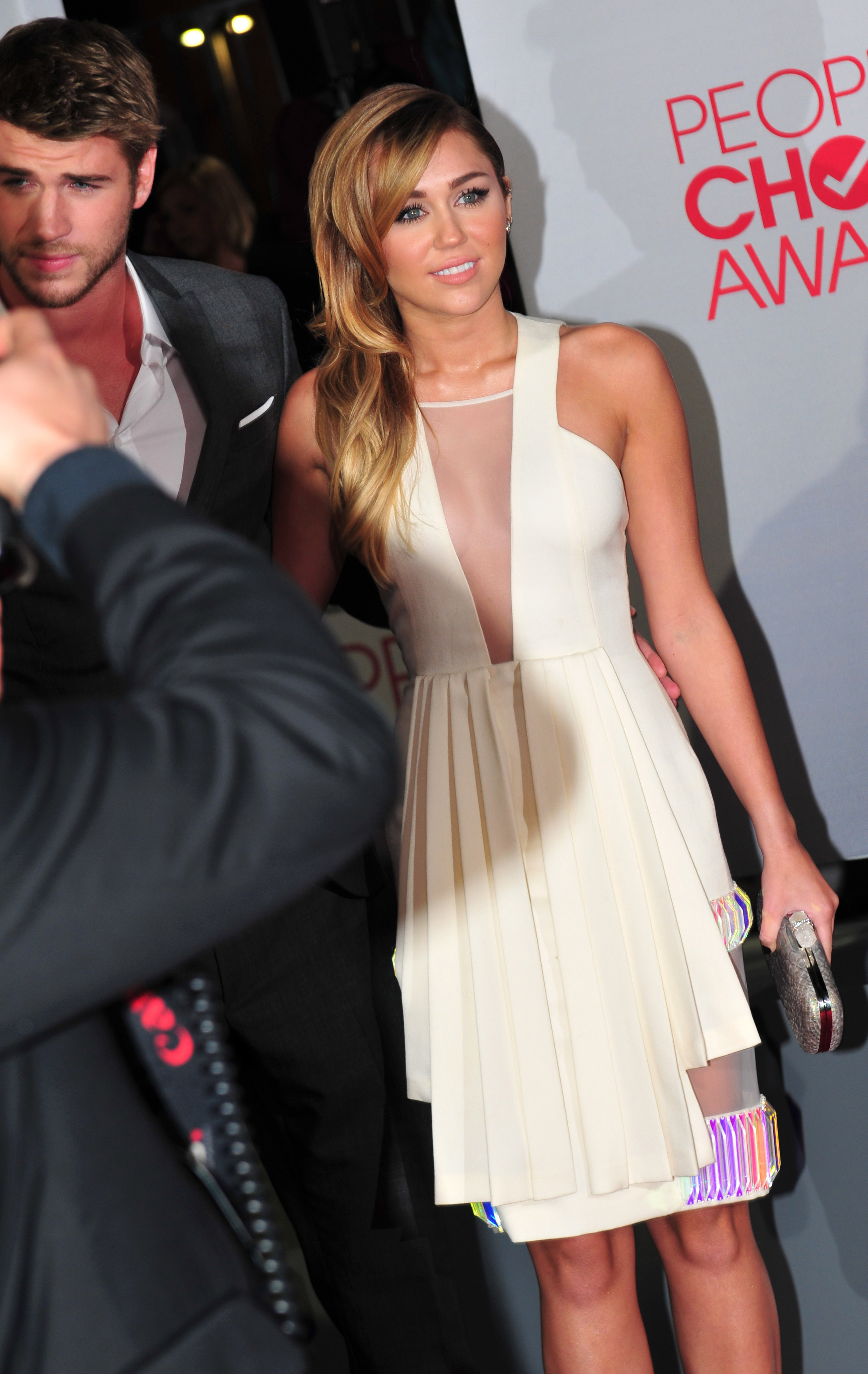
Liam Hemsworth et sa fiancée Miley Cyrus aux People's Choice Awards 2012.

En mars 2010, il a été rapporté que Liam Hemsworth jouerait dans le film Arabian Nights, un film d'action en 3D. Il a, plus tard, été confirmé que Liam Hemsworth jouera dans Arabian Nights. Il a ensuite été rapporté qu'il jouerait le rôle principal dans le film Northern Lights dans lequel l'acteur Taylor Lautner devait jouer mais il a refusé le rôle. En août 2010, il a eu le rôle de Isaac Gildea dans le film The Throwback puis il présente les Nickelodeon Australian Kid's Choice Awards 2010. Il remporte le prix du « Meilleur baiser » avec Miley Cyrus.
Le 4 avril 2011, Liam Hemsworth obtient le rôle de Gale Hawthorne dans le film de science-fiction dystopique Hunger Games qui est sorti au cinéma en 2012. En juin 2011, il a été annoncé que Liam  Hemsworth jouerait dans le film Love and Honor aux côtés de Aimee Teegarden et Teresa Palmer. En 2012, après que son personnage fut retiré du premier film, Stallone le recontacte de nouveau pour jouer dans Expendables 2 : Unité spéciale où il interprète le rôle de Billy The Kid. En 2015, il tourne dans une pub pour les parfums masculins Diesel.
En 2015, Liam  Hemsworth est choisi pour être l'égérie du parfum Only the Brave de Diesel.
Le 29 octobre 2022, Liam Hemsworth est annoncé en tant que remplaçant de Henry Cavill pour interpréter Geralt de Riv, à partir de la saison 4, dans la série The Witcher (2019-) de Netflix.

### Vie privée
Liam Hemsworth a été en couple avec Laura Griffin,. En juin 2009, il commence à fréquenter la chanteuse et actrice américaine Miley Cyrus, qu'il a rencontrée quelques semaines auparavant sur le tournage de La Dernière Chanson. Ils se sont brièvement séparés en août 2010 puis se sont réconciliés deux semaines après leur rupture. Après une deuxième rupture en novembre 2010, Miley Cyrus et Liam Hemsworth se sont remis ensemble en mars 2011. Le 6 juin 2012, Miley annonce leurs fiançailles. En septembre 2013, Liam Hemsworth met fin à leur relation,.
En janvier 2016, il est confirmé après plusieurs mois de rumeurs en 2015, que Miley Cyrus et Liam Hemsworth étaient à nouveau ensemble depuis novembre 2015. En octobre 2016, elle confirme sur le plateau de The Ellen Degeneres Show qu'ils sont à nouveau fiancés.
Miley Cyrus et Liam Hemsworth se marient le dimanche 23 décembre 2018 dans leur maison de Franklin, dans le Tennessee. Le 11 août 2019, les représentants de Miley Cyrus et de Liam Hemsworth annoncent officiellement leur séparation après huit mois de mariage.
De octobre à novembre 2019, il est sorti brièvement avec l'actrice australienne Maddison Brown,.
Depuis décembre 2019, il fréquente la mannequin Gabriella Brooks.

## Filmographie

### Cinéma

#### Longs métrages

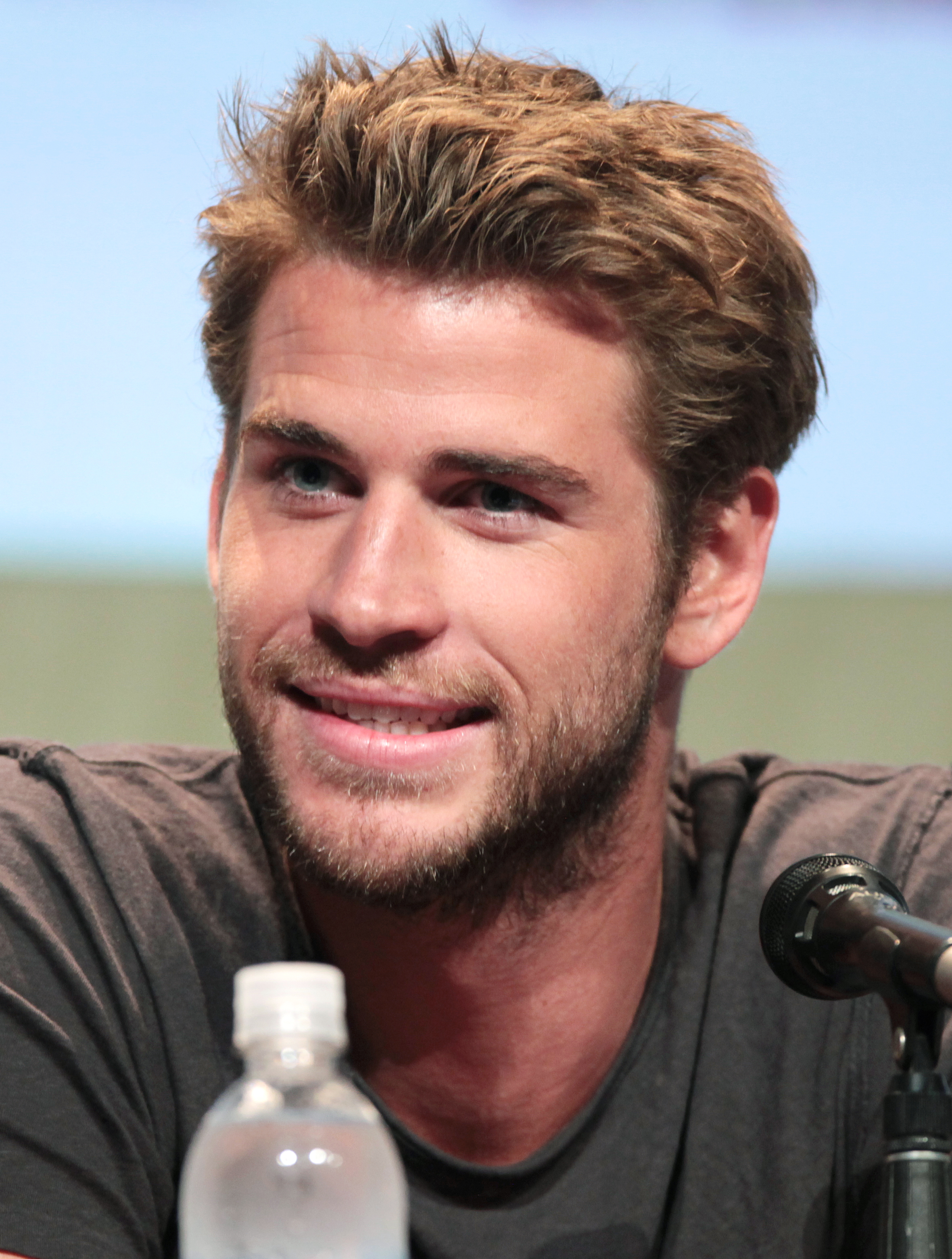
Liam Hemsworth au Comic-Con de San Diego en 2015.

- 2009 : Prédictions (Knowing) d'Alex Proyas : Spencer
- 2009 : Triangle de Christopher Smith : Victor
- 2010 : La Dernière Chanson (The Last Song) de Julie Anne Robinson : Will Blakelee
- 2012 : Hunger Games de Gary Ross : Gale Hawthorne
- 2012 : Expendables 2 : Unité spéciale (The Expendables 2) de Simon West : Billy « the Kid » Timmons
- 2012 : Love and Honor de Danny Mooney : Mickey Wright
- 2013 : Hunger Games : L'Embrasement (The Hunger Games: Catching Fire) de Francis Lawrence : Gale Hawthorne
- 2013 : Empire State de Dito Montiel : Chris Potamitis
- 2013 : Paranoia de Robert Luketic : Adam Cassidy
- 2014 : Hell Town (Cut Bank) de Matt Shakman : Dwayne McLaren
- 2014 : Hunger Games : La Révolte, partie 1 (The Hunger Games: Mockingjay Part. 1) de Francis Lawrence : Gale Hawthorne
- 2015 : Haute Couture (The Dressmaker) de Jocelyn Moorhouse : Teddy McSwiney
- 2015 : Hunger Games : La Révolte, partie 2 (The Hunger Games: Mockingjay Part. 2) de Francis Lawrence : Gale Hawthorne
- 2016 : Independence Day: Resurgence de Roland Emmerich : Jake Morrison
- 2016 : The Duel de Kieran Darcy-Smith : David Kingston
- 2019 : Killerman de Malik Bader : Moe
- 2019 : Isn't It Romantic de Todd Strauss-Schulson : Blake
- 2020 : Arkansas de Clark Duke : Kyle
- 2022 : Poker Face de Russell Crowe : Michael Nankervis
- 2024 : Land of Bad de William Eubank : Kinney
- 2024 : Lonely Planet de Susannah Grant : Owen Brophy

### Télévision

#### Séries télévisées
- 2007 : Le Ranch des McLeod (McLeod's Daughters) : Damon
- 2007 - 2008 : Les Voisins (Neighbours) : Josh Taylor
- 2008 - 2009 : Son Altesse Alex (The Elephant Princess) : Marcus
- 2009 : Satisfaction : Marc
- 2016 : Workaholics : Cushing Ward
- 2020 : Most Dangerous Game : Dodge Tynes
- 2025 : The Witcher : Geralt de Riv

## Voix françaises
En France, Emmanuel Garijo  est la voix française régulière de Liam Hemsworth depuis Hunger Games en 2012.
Au Québec, Gabriel Lessard est la voix québécoise régulière de l'acteur.
En France
| - Emmanuel Garijo dans : - Hunger Games - Expendables 2 : Unité spéciale - Hunger Games : L'Embrasement - Hunger Games : La Révolte, partie 1 - Hunger Games : La Révolte, partie 2 - Independence Day: Resurgence - Arkansas - Most Dangerous Game (en) - Land of Bad - Lonely Planet | Et aussi - Benoît Du Pac dans Son altesse Alex (série télévisée) - Damien Ferrette dans Prédictions, - Mathieu Moreau dans Triangle - Renaud Heine dans Empire State - Valéry Schatz dans Paranoia - Sébastien Hébrant dans Poker Face |

Au Québec
| - Gabriel Lessard dans : - La Dernière Chanson - Hunger Games : Le film - Expendables 2 : Unité spéciale - Poursuite blindée - Paranoïa - Hunger Games : L'Embrasement - Hunger Games : La Révolte, partie 1 - Haute Couture - Hunger Games : La Révolte, dernière partie - Independence Day : Résurgence - La loi de la rue - N'est-ce pas romantique |

## Distinctions
| Année | Prix                                     | Catégorie | Nomination                          | Résultat   |
| ----- | ---------------------------------------- | --- | ----------------------------------- | ---------- |
| 2010  | Kids' Choice Awards                      | Couple le plus mignon dans un drame musical partagé avec Miley Cyrus (Prix Australie)                                                                                  | La Dernière Chanson (The Last Song) | Nomination |
| 2010  | Kids' Choice Awards                      | Meilleur baiser dans un drame musical partagé avec Miley Cyrus (Prix Australie)                                                                                        | La Dernière Chanson (The Last Song) | Nomination |
| 2010  | NewNowNext Awards                        | Meilleur acteur dans un drame musical | La Dernière Chanson (The Last Song) | Nomination |
| 2010  | 12e cérémonie des Teen Choice Awards     | Meilleur baiser dans un drame musical partagé avec Miley Cyrus | La Dernière Chanson (The Last Song) | Nomination |
| 2010  | 12e cérémonie des Teen Choice Awards     | Meilleure danse dans un drame musical partagé avec Miley Cyrus | La Dernière Chanson (The Last Song) | Nomination |
| 2010  | 12e cérémonie des Teen Choice Awards     | Meilleure alchimie dans un drame musical partagé avec Miley Cyrus | La Dernière Chanson (The Last Song) | Nomination |
| 2010  | 12e cérémonie des Teen Choice Awards     | Meilleure révélation masculine dans une comédie musicale | La Dernière Chanson (The Last Song) | Lauréat    |
| 2012  | MTV Movie & TV Awards                    | Meilleure performance masculine dans un drame d'aventure | The Hunger Games                    | Nomination |
| 2012  | 14e cérémonie des Teen Choice Awards     | Acteur le plus hot | Lui-même                            | Nomination |
| 2012  | 14e cérémonie des Teen Choice Awards     | Meilleur voleur de scène dans un drame d'aventure | The Hunger Games                    | Lauréat    |
| 2013  | 15e cérémonie des Teen Choice Awards     | Acteur le plus hot | Lui-même                            | Nomination |
| 2013  | 39e cérémonie des People's Choice Awards | Alchimie préférée dans un drame d'aventure partagé avec Jennifer Lawrence et Josh Hutcherson                                                                           | The Hunger Games                    | Lauréat    |
| 2013  | MTV Movie & TV Awards                    | Meilleure alchimie à l'écran dans un drame d'aventure partagé avec Jennifer Lawrence et Josh Hutcherson                                                                | The Hunger Games                    | Lauréat    |
| 2014  | 16e cérémonie des Teen Choice Awards     | Meilleur acteur dans un drame d'aventure | Hunger Games : L'Embrasement        | Nomination |
| 2014  | Young Hollywood Awards                   | Meilleur trio dans un drame d'aventure partagé avec Jennifer Lawrence et Josh Hutcherson                                                                               | Hunger Games : L'Embrasement        | Nomination |
| 2014  | Young Hollywood Awards                   | Meilleur acteur dans un drame d'aventure | Hunger Games : L'Embrasement        | Nomination |
| 2015  | 17e cérémonie des Teen Choice Awards     | Meilleur acteur dans un drame d'aventure | Hunger Games : La révolte Partie 1  | Nomination |
| 2015  | 17e cérémonie des Teen Choice Awards     | Meilleur baiser partagé avec Jennifer Lawrence | Hunger Games : La révolte Partie 1  | Nomination |
| 2015  | Kids' Choice Awards                      | Star masculine d'action préférée dans un drame d'aventure | Hunger Games : La révolte Partie 1  | Lauréat    |
| 2016  | CinemaCon                                | Meilleure distribution dans un film de science-fiction partagé avec Jeff Goldblum, Bill Pullman, Maika Monroe, Jessie Usher, Sela Ward, Vivica A. Fox et Brent Spiner. | Independence Day: Resurgence        | Lauréat    |
| 2017  | 43e cérémonie des People's Choice Awards | Acteur d'action préféré | Lui-même                            | Nomination |